# Falls City (Nebraska)
Falls City és una població dels Estats Units a l'estat de Nebraska. Segons el cens del 2000 tenia 4.671 habitants.

## Fills il·lustres
- Pee Wee Erwin (1913-1981) trompetista de Jazz

## Demografia
Segons el cens del 2000, Falls City tenia 4.671 habitants, 2.008 habitatges, i 1.218 famílies. La densitat de població era de 688,4 habitants per km².
Dels 2.008 habitatges en un 28,5% hi vivien nens de menys de 18 anys, en un 48,2% hi vivien parelles casades, en un 8,9% dones solteres, i en un 39,3% no eren unitats familiars. En el 35,7% dels habitatges hi vivien persones soles el 21% de les quals corresponia a persones de 65 anys o més que vivien soles. El nombre mitjà de persones vivint en cada habitatge era de 2,25 i el nombre mitjà de persones que vivien en cada família era de 2,91.
Per edats la població es repartia de la següent manera: un 24,8% tenia menys de 18 anys, un 6,3% entre 18 i 24, un 23,2% entre 25 i 44, un 21,5% de 45 a 60 i un 24,2% 65 anys o més.
L'edat mediana era de 42 anys. Per cada 100 dones de 18 o més anys hi havia 81 homes.
La renda mediana per habitatge era de 26.773 $ i la renda mediana per família de 40.523 $. Els homes tenien una renda mediana de 26.908 $ mentre que les dones 17.482 $. La renda per capita de la població era de 17.254 $. Aproximadament el 5,1% de les famílies i el 9,1% de la població estaven per davall del llindar de pobresa.

## Poblacions més properes
El següent diagrama mostra les poblacions més properes.